# Colladonus verecundus
Colladonus verecundus är en insektsart som beskrevs av Delong 1946. Colladonus verecundus ingår i släktet Colladonus och familjen dvärgstritar. Inga underarter finns listade i Catalogue of Life.